# Missa sine nomine (Josquin)
La Missa sine nomine è una composizione di musica sacra secondo l'ordinario della messa del compositore rinascimentale Josquin des Prez. Essa è un'opera della sua maturità, probabilmente del periodo successivo al suo ritorno a Condé-sur-l'Escaut nel 1504. Essa è una delle poche messe di Josquin non basate su materiale preesistente e, come la Missa ad fugam, è basata sulla tecnica del canone.

## Messa
Non ci sono note le circostanze in cui venne composta. Essa è apparsa per la prima volta nel terzo libro delle messe di Josquin pubblicato da Ottaviano Petrucci (Fossombrone, 1514) e poiché appare poi soltanto in manoscritti posteriori, si presume fosse un lavoro molto recente al momento della pubblicazione. Inoltre, lo stile della composizione suggerisce che si tratti di un'opera tarda nella produzione di Josquin. Josquin compose soltanto due messe basate su canoni, la Missa ad fugam e la Missa sine nomine. Esse sembra siano state composte agli opposti della sua carriera, e quest'ultimo sembra rivisitare alcuni dei problemi di composizione che il musicista incontrò all'inizio della sua carriera tentando di risolverli in modo differente.
Come la maggior parte delle composizioni basate sull'ordinario della messe, è composta in cinque parti o movimenti:
1. Kyrie
2. Gloria
3. Credo
4. Sanctus
5. Agnus Dei

Il materiale melodico su cui è basta la messa, "Sine nomine" (senza nome), è liberamente composto o tratto da una fonte non identificata. Tutte le voci prendono parte ai numerosi canoni e la trama è spesso completamente imitativa. I movimenti diventano in genere più pieni nella struttura con i valori di note più veloci nel loro procedere, dando a ciascuno una curva drammatica, ed alcuni terminano con modelli di ostinato.
L'opera è come un tributo a Johannes Ockeghem, che potrebbe essere stato maestro o mentore di Josquin, sia secondo le testimonianze di diversi scrittori del XVI secolo che dallo studio delle composizioni di Josquin. La messa è in debito da Ockeghem non soltanto per la molto elaborata tecnica basata sui canoni, ma anche per la sua ambiguità modale e la mancanza di motivi conduttori che unifichino le varie sezioni, ma riprende il lamento che Josquin scrisse in occasione della morte di Ockeghem – Nymphes des bois – nella sezione et incarnatus del Credo, una parte della messa che Josquin spesso riservava ai suoi più stringenti contrasti strutturali o effetti.
I metodi senza vincoli compositivi che Josquin impiegò nel comporre questa messa prefigurano quello che probabilmente è stato il suo lavoro successivo, la Missa Pange Lingua , che era una estesa fantasia su un canto gregoriano e che fu probabilmente la sua ultima messa